# 湯普森維爾 (特拉華州)
湯普森維爾（英語：Thompsonville）是位於美國特拉華州肯特縣的一個非建制地區。該地的面積和人口皆未知。

## 地理
湯普森維爾的座標為39°59′58″N 75°23′23″W / 39.99944°N 75.38972°W，而該地的平均海拔高度為3米（即10英尺）。